# Aspirador estático
Aspirador estático es un elemento arquitectónico que se sitúa rematando elementos de evacuación de humos y gases o ventilación a modo de chimenea.
Suele colocarse por encima de la cota de cubierta de los edificios para favorecer que la corriente de viento pase entre sus lamas y provoque la salida del aire que se encuentra dentro del conducto que corona. De esta forma, al disminuir la presión dentro del conducto, entra aire nuevo en él a través de rejillas situadas en su longitud, que comunican normalmente con núcleos húmedos a los que se pretende renovar el aire.
Este sistema de ventilación natural entra a menudo en contradicción con la ventilación mecánica que se consigue colocando en alguna de las rejillas un extractor mecánico que fuerza de forma artificial la circulación del aire.
- Datos: Q5709500